# Portrait of Christy
Portrait of Christy ist ein amerikanischer Pornofilm des Regisseurs Paul Thomas aus dem Jahr 1990. Der Film zählt zur Liste der „500 Greatest Adult Films“, die von AVN veröffentlicht wurde, gilt als Pornofilm bzw. Hardcore-Thriller aus den 1990er Jahren und beinhaltet Facial-Szenen.

## Handlung
Im Mittelpunkt des Films steht die kluge und ehrgeizige Kriminologiestudentin Christy, die entschlossen ist, aus erster Hand über das Verbrechen zu lernen.
Während sie in die Welt der Täuschung und des Verbrechens eintaucht, wird Christy nicht nur mit den finsteren Aspekten der Kriminalität konfrontiert, sondern erforscht auch ihre eigenen, auch sexuellen Begierden.
Die Geschichte beginnt mit einer Szene, in der Christy von ihrem Liebhaber Rocco träumt und dabei mit einem Vibrator masturbiert. Nach einer Auseinandersetzung mit ihrem Liebhaber, bei der erkennbar wird, dass sie kein Paar mehr sind, schließt sie sich als Teil einer verdeckten Polizeioperation zum Schein dem charismatischen und manipulativen Jimmy G. an, der einen Club mit Restaurant und Bar betreibt, der als Tarnung für einen Verbrecherring dient.
Zunächst soll sie Jimmy G. beim illegalen Pokerspiel unterstützten, indem sie seine Mitspieler mit ihren weiblichen Reizen ablenkt und ihm Zeichen gibt. Dennoch verliert Jimmy G. das Kartenspiel und wird von Al, dem Gewinner, mit einem Revolver bedroht. Als die Lage zu eskalieren droht, bietet sie an, die Spielschulden selbst zu begleichen, zieht das Angebot aber zurück, da sie den Revolver als allzu billige Attrappe erkennt.
Als Al von Jimmy G. beschimpft und aufgefordert wird, besser zu arbeiten, wird klar, dass er ein Komplize von Jimmy G. ist und Christy betrogen werden sollte. Während sie kriminelle Handlungen beobachtet wird sie auch Zeuge sexueller Ausschweifungen.
Sie beobachtet, wie sich zwei Stripperinnen auf dem Pokertisch ausziehen und beginnen, sich miteinander zu vergnügen, während Al und Nino zusehen und masturbieren. Hemmungslos kopulieren die Stripperinnen dann mit den beiden Männern auf dem Pokertisch. Christy beobachtet das Geschehen und masturbiert dabei. Im weiteren Verlauf der Nacht sieht sie, wie ein Restaurantgast in der Toilette mit seiner Begleiterin schläft.
In einer Traumszene trifft sie ihre lesbische Liebhaberin Roseanne wieder, aber auch Rocco taucht auf und sagt ihr, dass sie doch in Wahrheit Sex mit Männern vorzieht.
Sie geht auch eine sexuelle Beziehung zu ihrem manipulativen Mentor Jimmy G. ein, teils um besser seine Geheimnisse zu ergründen, teils aus Neugier, teils aus Lust am Sex. Nach dem Geschlechtsverkehr mit ihm konfrontiert Jimmy G. sie damit, dass Rocco die Mafia um vier Millionen geprellt hat, Al und Nino das Geld von ihm eintreiben sollen und ihn töten werden, wenn er nicht zahlt.
Nach dem Gespräch mit Jimmy G. schafft Christy es jedoch, drei Millionen aufzutreiben, so dass Rocco zumindest mit dem Leben davonkommt. Als dieser jedoch versucht, Jimmy G. davon zu überzeugen, dass in Wirklichkeit Christy das Geld erbeutet hat, erschießt sie ihn. Jimmy G. verhandelt deshalb mit Al und Nino. Diese sind angesichts der drei Millionen bereit, den Mord zu vertuschen, wollen es aber mit Christy „treiben“. Christy lässt sich auf diese Absprache ein, tritt beiden Gangstern lasziv gegenüber und eine leidenschaftliche Sexszene ist die Folge.
Nachdem Jimmy G. sie nach dem Geschlechtsakt beruhigt hat und ihr empfiehlt, eine Weile unterzutauchen, geht sie zum Schein ohne ein weiteres Wort. Sie belauscht ihn jedoch und erfährt so, dass Rocco noch am Leben ist und die ganze Geschichte um seine Mafiaschulden ein komplexer Betrug war, den Jimmy G. ausgeheckt hat.
Während die beiden auf ihren Erfolg anstoßen, geht Christy zu Al und Nino und zeigt ihnen Beweise dafür, dass Rocco und Jimmy G. unter einer Decke stecken, die vier Millionen ergaunert haben und sie selbst benutzt wurde. Während Al und Nino warten, geht Christy zurück, erschießt Rocco und Jimmy G. und nimmt das Geld wieder an sich.
Al und Nino sagt sie, dass das Geld markierte Scheine sind und sie das Geld zahlen wird, allerdings in Raten und dass sie als Gegenleistung den Club verlangt, da ihr die „Action“ gefällt. Der Film endet mit einer kurzen Szene, die sie als Clubbetreiberin zeigt.
Die Fäden der bisweilen verworrenen Handlung werden letzten Endes durch die erotischen Szenen zusammengehalten, aber nicht aufgelöst. Der Film thematisiert nicht nur sexuelle Erweckung, sondern auch die komplexe Dynamik zwischen Macht, Manipulation und Verlangen.

## Kritiken
- Der Filmdienst[2] schreibt: "Die Hauptdarstellerin posierte zunächst für Männermagazine, versuchte sich dann als Schauspielerin, fand aber nur Rollen in Pornofilmen" und kommt zum Schluss: "Wir raten ab".
- AVN[3] vergibt das Rating AAAA und lobt die Arbeit des Regisseurs Paul Thomas: "Paul Thomas verdient Beifall für dieses außergewöhnliche Stimmungsstück, in dem die sinnlichen Begegnungen wirklich erotisch und jede Szene fesselnd sind". Auch die schauspielerische Leistung der Hauptdarsteller wird gelobt: "Rick Savage ist brillant und liefert eine herausragende Leistung als Betrüger, [...]. Christy ist als schüchterne, sexuell verklemmte Beobachterin überraschend glaubwürdig". Außerdem heißt es "Christy Canyon ist in jeder ihrer zahlreichen Sexszenen herausragend und liefert explosive Darbietungen, die dazu dienen, die anderen Darsteller zu stimulieren [...] Die bemerkenswerteste dieser Szenen ist das Finale, in dem Christy T.T. Boy und Peter North verführt und damit einen heißen Dreier in Gang setzt". Das Fazit lautet: "Dieser Film ist dazu bestimmt, ein Klassiker zu werden".

## Ehrungen
- Der Film belegt Platz 226 auf der Liste der „List for the 500 Greatest Adult films of All Time“[1] von AVN

## Wissenswertes
- Die Handlung ist teilweise inspiriert von dem Film Haus der Spiele.[4]

- Teile der Handlung wurden in 7701 Mulholland Drive, Los Angeles, Kalifornien, USA gedreht.[4]